# Reyer Venezia Mestre 2019-2020
Questa voce raccoglie le informazioni riguardanti la Reyer Venezia Mestre nelle competizioni ufficiali della stagione 2019-2020.

## Stagione
La stagione 2019-2020 della Reyer Venezia Mestre sponsorizzata Umana, è la 50ª nel massimo campionato italiano di pallacanestro, la Serie A.

## Roster
Aggiornato al 9 luglio 2019.
| Umana Reyer Venezia Mestre 2019-20 | Umana Reyer Venezia Mestre 2019-20 |
| Giocatori                          | Staff tecnico                      |
| ---------------------------------- | ---------------------------------- |

| N. | Naz.                                        | Ruolo | Nome                 | Anno | Alt.   | Peso   |  |
| -- | ------------------------------------------- | ----- | -------------------- | ---- | ------ | ------ |  |
| 0  | Stati Uniti (bandiera) · Nigeria (bandiera) | AC    | Ike Udanoh           | 1989 | 202 cm | 107 kg |  |
| 2  | Stati Uniti (bandiera)                      | G     | Andrew Goudelock     | 1988 | 191 cm | 91 kg  |  |
| 3  | Italia (bandiera)                           | PG    | Davide Casarin       | 2003 | 194 cm | 86 kg  |  |
| 5  | Stati Uniti (bandiera)                      | P     | Julyan Stone         | 1988 | 198 cm | 91 kg  |  |
| 6  | Stati Uniti (bandiera) · Grecia (bandiera)  | AP    | Michael Bramos (C)   | 1987 | 198 cm | 102 kg |  |
| 7  | Italia (bandiera)                           | G     | Stefano Tonut        | 1993 | 194 cm | 90 kg  |  |
| 9  | Stati Uniti (bandiera)                      | A     | Austin Daye          | 1988 | 211 cm | 91 kg  |  |
| 10 | Italia (bandiera)                           | P     | Andrea De Nicolao    | 1991 | 185 cm | 75 kg  |  |
| 12 | Argentina (bandiera) · Italia (bandiera)    | PG    | Ariel Filloy         | 1987 | 190 cm | 85 kg  |  |
| 14 | Slovenia (bandiera)                         | C     | Gašper Vidmar        | 1987 | 211 cm | 110 kg |  |
| 21 | Stati Uniti (bandiera)                      | G     | Jeremy Chappell      | 1987 | 191 cm | 91 kg  |  |
| 22 | Italia (bandiera)                           | AC    | Valerio Mazzola      | 1988 | 205 cm | 111 kg |  |
| 29 | Italia (bandiera)                           | C     | Francesco Pellegrino | 1991 | 210 cm | 110 kg |  |
| 30 | Argentina (bandiera) · Italia (bandiera)    | GA    | Bruno Cerella        | 1986 | 194 cm | 93 kg  |  |
| 50 | Stati Uniti (bandiera)                      | C     | Mitchell Watt        | 1989 | 208 cm | 102 kg |  |

| Allenatore |
| - Walter De Raffaele                                                                                          |
| Assistente/i                                                                                                  |
| - Alberto Billio - Massimo Galli - Gianluca Tucci Legenda - (C) Capitano - (IN) Inattivo - Infortunato Roster |

## Mercato

### Sessione estiva
| Acquisti | Acquisti             | Acquisti            | Acquisti      | Acquisti |
| R.a      | Nome                 | da                  | Modalità      |          |
| -------- | -------------------- | ------------------- | ------------- | -------- |
| ALL      | Massimo Galli        | V.L. Pesaro         | definitivo    |          |
| PG       | Ariel Filloy         | Scandone Avellino   | definitivo    |          |
| AC       | Ike Udanoh           | Scandone Avellino   | definitivo    |          |
| G        | Jeremy Chappell      | Scandone Avellino   | definitivo    |          |
| PG       | Riccardo Bolpin      | Pistoia Basket      | fine prestito |          |
| C        | Leonardo Totè        | Jesi Academy        | fine prestito |          |
| G        | Federico Miaschi     | Trapani Shark       | fine prestito |          |
| C        | Francesco Pellegrino | Amici Pall. Udinese | definitivo    |          |

| Cessioni | Cessioni         | Cessioni            | Cessioni       | Cessioni |
| R.       | Nome             | a                   | Modalità       |          |
| -------- | ---------------- | ------------------- | -------------- | -------- |
| ALL      | Giacomo Baioni   | Brescia             | fine contratto |          |
| C        | Paul Biligha     | Olimpia Milano      | fine contratto |          |
| AG       | Mihajlo Jerkovic | Amici Pall. Udinese | fine contratto |          |
| C        | Leonardo Totè    | V.L. Pesaro         | fine contratto |          |
| P        | Marco Giuri      | Juvecaserta         | fine contratto |          |
| G        | Tomáš Kyzlink    | Virtus Roma         | fine contratto |          |
| PG       | Riccardo Bolpin  | Latina Basket       | prestito       |          |
| G        | Federico Miaschi | V.L. Pesaro         | prestito       |          |
| GA       | D.J. Kennedy     | Karşıyaka           | fine contratto |          |
| P        | Marquez Haynes   | Free agent          | rescissione    |          |
| A        | Deron Washington | Free agent          | fine contratto |          |

### Dopo l'inizio della stagione
| Acquisti | Acquisti         | Acquisti          | Acquisti        | Acquisti   |
| R.       | Nome             | da                | Data            | Modalità   |
| -------- | ---------------- | ----------------- | --------------- | ---------- |
| G        | Andrew Goudelock | Shandong G. Stars | 21 ottobre 2019 | definitivo |

| Cessioni | Cessioni | Cessioni | Cessioni | Cessioni |
| R.       | Nome     | a        | Data     | Modalità |
| -------- | -------- | -------- | -------- | -------- |